# Cosco-Shipping-Himalayas-Serie

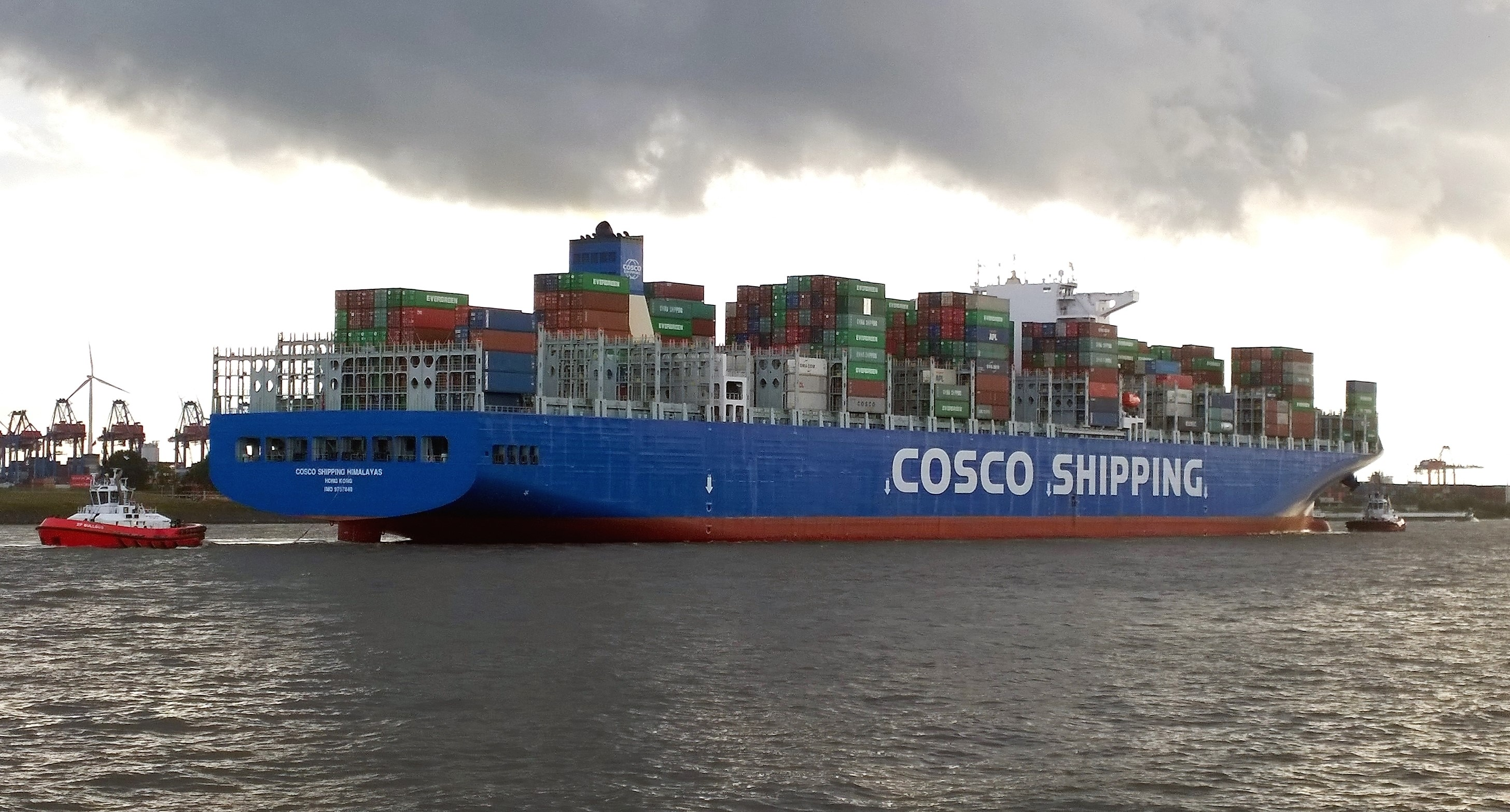
Die Cosco Shipping Himalaya – Heckansicht

Die Cosco-Shipping-Himalayas-Serie ist eine Baureihe von Containerschiffen der Cosco Shipping Lines. Die fünf Schiffe wurden 2017 und 2018 abgeliefert. Sie zählen zur Gruppe der ULCS-Containerschiffe.

## Geschichte
Die Baureihe wurde am 17. September 2014 in Auftrag gegeben und von der Hudong China Shipbuilding Corporation konstruiert. Gebaut wurden die Schiffe von 2015 bis 2018 von der chinesischen Werft Shanghai Jiangnan Changxing Shipbuilding Company. Die Schiffe werden in Liniendiensten von Cosco Shipping Lines eingesetzt.
Das erste Schiff wurde auf den Namen Cosco Shipping Himalayas getauft.

## Technik
Die Schiffe sind durch DNV und China Classification Society doppelt klassifiziert. Wie bei der Mehrzahl der anderen Containerschiffe dieser Größe haben sie ein weiter vorn angeordnetes Deckshaus, was einen verbesserten Sichtstrahl und somit eine höhere vordere Decksbeladung ermöglicht. Die Schiffe haben neun Laderäume, die mit Pontonlukendeckeln verschlossen werden. Unter Deck lassen sich 18 Reihen Container nebeneinander in elf Lagen unterbringen, an Deck sind es 20 Reihen und zehn Lagen. Die maximale Containerkapazität wird mit 14.568 TEU angegeben. Bei voller Ausnutzung der Stellplatzkapazität könnte ein durchschnittliches Containergewicht von rund 10,5 Tonnen transportiert werden; beim für Vergleichszwecke üblicherweise angenommenen durchschnittlichen Containergewicht von 14 Tonnen verringert sich die Kapazität auf rund 10.500 Einheiten. Es sind Anschlüsse für Integral-Kühlcontainer vorhanden.
Antrieb der Schiffe ist ein Zweitakt-Dieselmotor des Typs MAN B&W 10S90ME-C9&10, der auf einen einzelnen Festpropeller von Nakashima wirkt. Die Bunkertanks sind unterhalb des Aufbaus angeordnet; sie erfüllen die einschlägigen MARPOL-Vorschriften.

## Die Schiffe
| Cosco-Shipping-Himalayas-Serie | Cosco-Shipping-Himalayas-Serie | Cosco-Shipping-Himalayas-Serie | Cosco-Shipping-Himalayas-Serie                      | Cosco-Shipping-Himalayas-Serie | Cosco-Shipping-Himalayas-Serie |
| Bauname                        | Baunummer                      | IMO-Nummer                     | Kiellegung Stapellauf Ablieferung                   | Auftraggeber                   | Umbenennungen und Verbleib     |
| ------------------------------ | ------------------------------ | ------------------------------ | --------------------------------------------------- | ------------------------------ | ------------------------------ |
| Cosco Shipping Himalayas       | H3020                          | 9757840                        | 16. November 2015 9. Januar 2017 25. Juli 2017      | COSCO                          | so in Fahrt                    |
| Cosco Shipping Kilimanjaro     | H3021                          | 9757852                        | 26. November 2015 26. Juni 2017 21. Dezember 2017   |                                | so in Fahrt                    |
| Cosco Shipping Alps            | H3022                          | 9757864                        | 1. Dezember 2015 28. Juli 2017 2. Januar 2018       |                                | so in Fahrt                    |
| Cosco Shipping Denali          | H3023                          | 9757876                        | 15. Dezember 2015 27. Oktober 2017 13. Juni 2018    |                                | so in Fahrt                    |
| Cosco Shipping Andes           | H3024                          | 9757888                        | 28. Dezember 2015 10. April 2018 12. September 2018 |                                | so in Fahrt                    |
| Daten: Equasis                 |                                |                                |                                                     |                                |                                |